# Mental Distortion
|  | Denne artikel er oprettet af botten PalnaBot ud fra en ekstern database. Den kan derfor have sproglige fejl eller mangler. Denne skabelon kan fjernes efter kontrol af indholdet. |

Mental Distortion er en kortfilm instrueret af Kim Sønderholm efter manuskript af Kim Sønderholm.

## Handling
Pete vågner på gulvet i sin lejlighed. Rundtosset og forvirret kommer han på benene, kun for at gøre en grufuld opdagelse.